# Shimenawa

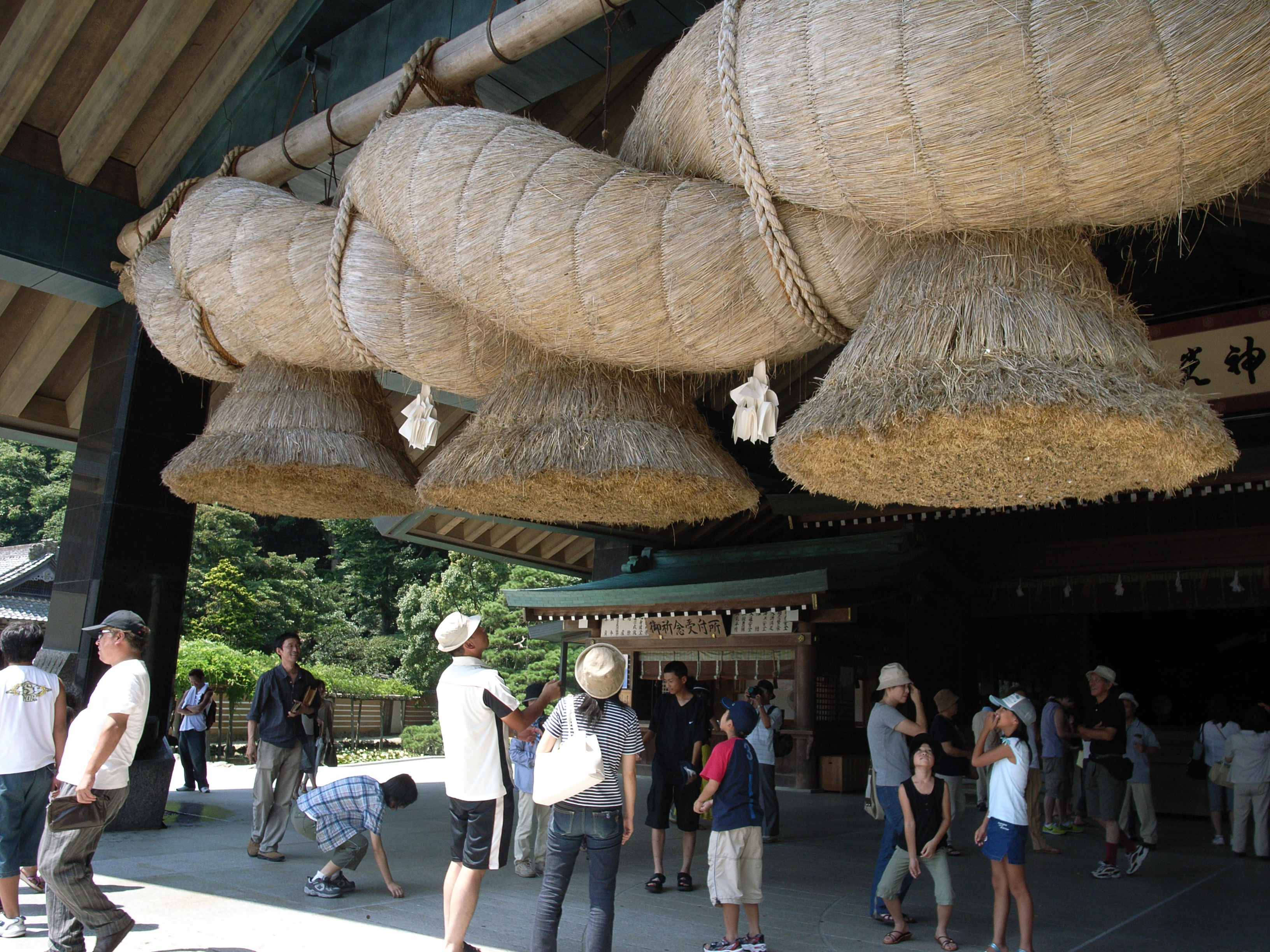
Shimenawa che adorna il santuario di Izumo

Le shimenawa (注連縄? lett. "corda delimitante") sono corde di canapa e paglia di riso usate per i rituali di purificazione nello Shintoismo. Il diametro può variare da pochi centimetri a diversi metri, e sono di solito addobbate con uno shide, un pezzo di carta a forma di zigzag.

## Sinossi
La shimenawa possiede la funzione di barriera volta a separare il mondo terreno rappresentato dalla società umana da quello ultraterreno simboleggiato da santuari e shin'iki, i territori sacri. Nell'antichità inoltre, a seconda del luogo era il simbolo che rappresentava un territorio proibito, in cui l'accesso era assolutamente vietato. Si possono trovare in molti luoghi, su rocce dalla forma insolita presso la costa, attorno a massi o a grossi alberi. Inoltre, delimitare l'area attorno ad un santuario o un oggetto di culto con una corda ha la funzione di esorcizzare calamità e malasorte. Viene considerata la prova che l'oggetto avvolto o l'area delimitata è residenza di una entità divina.
Durante il capodanno Giapponese è tradizione avvolgerle al cancello di ogni casa, alle entrate, all'automobile o alla bicicletta, per tenere lontana la sfortuna e le disgrazie per l'anno nuovo. Nel sumo, solo allo yokozuna, il titolo di maggiore prestigio, è consentito portare avvolta alla vita una shimenawa, evidenziandone così l'unicità e la sacralità.
Ancor oggi nelle risaie, si estendono attorno al punto dov'è caduto un fulmine, annodandole a canne verdi di bambù. Queste pratiche per propiziare un abbondante raccolto variano di regione in regione.
Secondo la mitologia giapponese, le origini risalgono a quando la dea del sole Amaterasu uscì dalla caverna Ama no Iwato, Futodama, per fare in modo che nessuno vi entrasse mai più ne sbarrò l'entrata con una shimenawa.

## Costruzione
Ci sono due tipologie di attorcigliamento delle shimenawa: l'hidarinae (左綯え? lett "attorcigliamento a sinistra"), in senso orario, e la miginae (右綯え? lett. "attorcigliamento a destra"), in senso antiorario. Quest'ultima si dice segua l'andamento delle costellazioni che ruotano attorno alla Stella Polare, e la forma che ne risulta è la stessa del carattere di filo (糸?, ito).
L’hidarinae è la più comune e segue la rotazione del sole, dove sono collocate le divinità, e rappresenta il fuoco e l'uomo, mentre la miginae, antioraria, va contro il movimento del sole e rappresenta l'acqua e la donna. Poiché le divinità venerate sono sia maschi che femmine, bisogna saper usare il metodo appropriato.

## Forme
Ci sono varie forme di shimenawa, le tre più comuni sono la daikonshime (大根締め?  lett. "legatura a daikon") dove entrambe le estremità si assottigliano, la koboushime (ゴボウ締め? lett. "legatura a bardana") dove solo un'estremità di assottiglia, e la wakazari (輪飾り?  lett. "arrangiamento a ruota") che come dice il nome consiste in un pezzo di corda annodato in modo da formare un cerchio. La wakazari è molto diffusa nell'area orientale, nel dialetto di Kyoto viene detta choro mentre nella regione dell'Hokkaidō washime. Normalmente viene usata per addobbare la cucina, ma nel Giappone orientale la si usa al posto della normale shimenawa e la si appende un po' ovunque.

## Materiali
Si usa paglia di riso e canapa, o altrimenti la fibra ottenuta dalla bollitura degli steli del kudzu, ma di recente, soprattutto per l'uso domestico, si adoperano shimenawa fatte in plastica.
Secondo lo shintoismo la paglia da usare non è quella delle piante dopo il raccolto, ma quella ottenuta facendo essiccare le pianticelle di riso ancora verdi prima della nascita dei germogli. La paglia essiccata dopo il periodo di raccolta si usa come durame, soprattutto per le koboushime, ma nel caso fosse necessario un certo spessore ne serve una gran quantità.
Il materiale adeguato per produrre una shimenawa si ottiene mescolando in proporzioni uno a cinque la canapa e la paglia di riso, il tutto ben pressato in modo da rimuovere gli oli vegetali.
Nel Nihonshoki, nel paragrafo dedicato all'Imperatore Kenzō, viene scritto che la corda di kudzu era un importante materiale architettonico.
Inoltre in periodo Edo, gli studiosi Hokiichi Hanawa e Tadatomi Hanawa affermarono che fu Kattenshi (figura leggendaria spesso relegata alla figura dell'imperatore mitico dell'antica Cina Fu Xi) ad essere l'inventore della poesie della danza degli abiti dei tessuti e delle corde in kudzu, indicando così che vestiti e corde di questa fibra erano da considerarsi sacre.

## Shimekazari

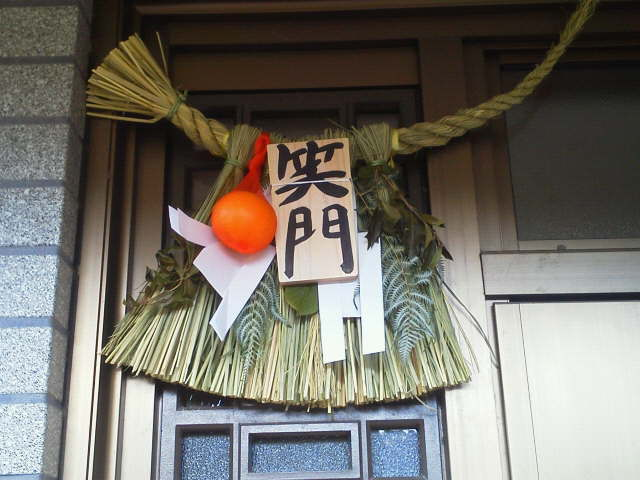
Tipica decorazione domestica per dare il benvenuto al nuovo anno

La shimekazari è la tradizione di adornare tutte le entrate della casa con della shimenawa durante capodanno. Ci sono differenze da regione a regione ma generalmente si inizia tra Natale e il 28 dicembre, svolgere questo compito dal 29 al 31 è considerato di cattivo auspicio, in particolare farlo la sera del 31 è considerata maleducazione nei confronti del kami del nuovo anno. Anche il giorno per toglierla varia a seconda della regione, c'è chi la toglie il 7 gennaio, dopo aver mangiato il tipico nanakusagayu (porridge di riso con sette erbe), e chi invece dopo il 15. Invece nella regione di Ise-Shima nella prefettura di Mie per esempio, la shimenawa rimane appesa per tutto l'anno.
Normalmente, la shimenawa viene considerata uno yorishiro con cui adorare la divinità dell'anno nuovo. Ancora oggi sono molti ad eseguire questa pratica nelle proprie case. Normalmente si usa una versione più piccola di quella che adorna i santuari, e vi si appendono una gran varietà di decorazioni, iniziando con lo shide, un pezzo di carta a forma di zigzag usato per scacciare gli spiriti maligni, altrimenti un frutto di taitai (arance amare) e foglie di yuzuriha che simboleggiano lunga prosperità, delle foglie di uranjiro (una felce) come simbolo di correttezza e rettitudine, e molte altre. Nella zona di Tokyo si usa appendere la testa di un'aragosta, ovviamente finta.